# Henry Meynell Rheam

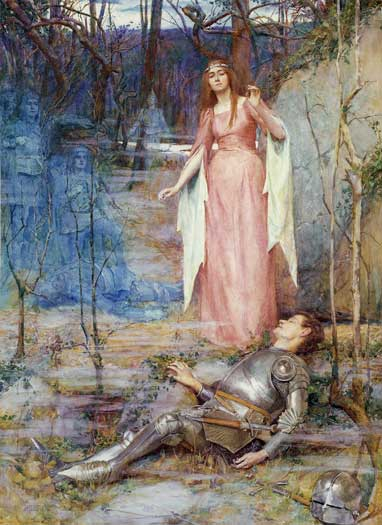
La Belle Dame sans Merci (1901)

Henry Meynell Rheam (Birkenhead, 13 gennaio 1859 – Penzance, novembre 1920) è stato un pittore e illustratore britannico.

## Biografia
Studiò dapprima alla Heatherley's School of Art di Londra, poi all'Académie Julian di Parigi, infine in Germania. Tra gli anni 1880 si trasferisce nell'Inghilterra sudoccidentale, a Polperro, ospite di suo cugino, il pittore Henry Scott Tuke. Nel 1887, ebbe la sua prima mostra nella capitale inglese. Nel 1890 si stabilì a Newlyn. 
In questi anni Rheam dipinse molti quadri di genere e ritratti in stile tardoimpressionista. Più avanti si dedicò a soggetti fiabeschi seguendo la maniera dei preraffaelliti. 
Adoperò spesso l'uso di acquarelli e raramente dei colori ad olio. Per la sua specializzazione ricevette vari premi e fu eletto come membro della Royal Institute of Painters in Water Colours. Nel 1900 sposò Alice Elliott e visse con lei nel Boase Castle Lodge di Newlyn. Più tardi si trasferirono alla West Lodge di Penzance, e vi risiedettero per il resto dei loro giorni.